# Sân bay Bluefields
Sân bay Bluefields (IATA: BEF, ICAO: MNBL) là một sân bay ở Bluefields, Nicaragua. Một nhà ga mới vừa được khai trương gần đây. Sân bay này nằm cách trung tâm thành phố khoảng 2 km. Sân bay Bluefields có một đường băng dài 2000 m bề mặt nhựa đường.

## Hãng hàng không và tuyến bay
| Hãng hàng không | Các điểm đến                         |
| --------------- | ------------------------------------ |
| La Costeña      | Corn Island, Managua, Puerto Cabezas |